# L'Houmeau
L'Houmeau é uma comuna francesa na região administrativa da Nova Aquitânia, no departamento de Charente-Maritime. Estende-se por uma área de 4,22 km². Em 2010 a comuna tinha 2 905 habitantes (densidade: 688,4 hab./km²).